# Con đường hổ phách
Con đường hổ phách là một tuyến đường thương mại cổ phục vụ việc chuyển hổ phách. Đây là một trong những tuyến đường thủy và đường đường bộ cổ đại, trong nhiều thế kỷ con đường nối châu Âu và châu Á, và từ Bắc Phi tới Biển Baltic.
Là một nguyên liệu quan trọng, hổ phách được vận chuyển từ biển Bắc và biển Baltic đường bộ bằng cách bờ biển của sông Vistula và sông Dnepr sang Ý, Hy Lạp, Biển Đen, và Ai Cập hàng nghìn năm trước đây, và mãi lấu sau này.
Trong thời La Mã, một tuyến đường chính chạy từ bờ biển phía nam Baltic ở Phổ thông qua đất của Boii (hiện nay là Cộng hòa Séc và Slovakia) cho đến đầu biển Adriatic (hiện nay là vịnh Venice). Pharaoh Ai Cập Tutankhamun đã hổ phách Baltic giữa các hàng hoá mai táng của mình,  và hổ phách đã được gửi từ Biển Bắc đến đền thờ của Apollo ở Delphi như một món lễ vật cúng tế. Từ Biển Đen, hoạt động buôn bán có thể tiếp tục theo con đường tơ lụa, một tuyến đường thương mại cổ đại.
Các thị trấn Phổ Kaup và Truso bên biển Baltic là điểm khởi đầu của tuyến đường về phía nam. Tại Scandinavia đường hổ phách có thể đã dẫn đến các nền văn hóa Bắc Âu phát triển mạnh thời đại đồ đồng, mang lại những ảnh hưởng từ biển Địa Trung Hải đến các quốc gia phía bắc của châu Âu. 